# Dancer (фреймворк)
Dancer — це легкий фреймворк веб-додатків із відкритим кодом, написаний на Perl і створений за мотивами фреймворку Sinatra який написаний на Ruby .
У квітні 2011 року Dancer було переписано з нуля та випущено як Dancer2 . Причиною перепису було виправлення архітектурних проблем і усунення використання синглтонів .  Розробка Dancer1 спочатку була заморожена, але пізніше була продовжена для підтримки зворотної сумісності для існуючих програм. 
Dancer розроблено через GitHub, а стабільні випуски доступні через CPAN . Dancer2 випускається окремим модулем.

## Приклад
```
#!/usr/bin/env perl

use
 
Dancer2
;

get
 
'/hello/:name'
 
=>
 
sub
 
{

    
return
 
"Why, hello there "
 
.
 
route_parameters
->
get
(
'name'
);

};

get
 
'/redirectMeTo/:trgval'
 
=>
 
sub
 
{

    
redirect
 
'/'
 
.
 
route_parameters
->
get
(
'trgval'
);

};

start
;

```

## Особливості

### Самодостатній з коробки
На відміну від інших фреймворків, таких як Catalyst, Dancer вимагає лише кількох модулів CPAN і є дуже автономним.

### Автономний сервер розробки
Dancer містить окремий сервер розробки, який можна використовувати для розробки та тестування програм.

### Підтримка PSGI / Plack
Dancer підтримує специфікацію PSGI, тому його можна запускати на будь-якому сумісному сервері PSGI, включаючи Plack, uWSGI або Mongrel 2 .

### Абстрактний
Оскільки більшість частин Dancer є абстрактними та мають архітектуру плагінів, розширити Dancer досить просто, і навколо створення цих розширень виникла процвітаюча спільнота.
Dancer має легку систему об’єктів, генерацію винятків, схожу на Try::Tiny, і працює швидко, особливо в середовищах CGI.

## Дивіться також
- Порівняння веб-фреймворків

## Зовнішні посилання
- Домашня сторінка Dancer
- Активна сторінка проекту на Github
- Модуль на CPAN
- Мова програмування Perl
- Dancer 2, або Чому я все переписав
- Dancer 1 і Dabcer 2, що ми будемо робити